# Fagusfabriek
De Fagusfabriek (Duits: Fagus-Werk) is een bouwwerk in Alfeld (Leine) (Duitsland). Het was de eerste fabriek waarvan de wanden vrijwel geheel van glas waren. In 2011 is het gebouw door UNESCO op de werelderfgoedlijst geplaatst.
Het zeer vooruitstrevende bouwwerk is in opdracht van de schoenleestenfabrikant Carl Benscheidt door de architecten Walter Gropius en Adolf Meyer ontworpen en tussen 1911 en 1913 gebouwd. Met latere uitbreidingen werd het uiteindelijk in 1925 voltooid.

## Constructie
Het langgerekte gebouw bestaat uit drie bouwlagen waarbij het meest opvallende element de opdeling van de muren is, met grote raampartijen die op de hoeken doorlopen. Dit is slechts mogelijk door de toegepaste skeletstructuur van gewapend beton. De muur is verder gestructureerd door baksteen die in smalle stroken licht naar binnen is gekeerd. Daartussenin werden ijzeren kozijnen opgehangen die zich over de drie verdiepingen uitstrekken. De raampartijen in deze ijzeren kozijnen werden afgewisseld door metalen platen (ook opgehangen in deze kozijnen). De constructie van het gebouw wordt op deze manier weergegeven en dus niet verstopt. De gevel is herleid tot een vlies. De optische lichtheid van de glaswanden werd een centrale strategie.

## Huidig gebruik
In het gebouw worden nog steeds, op kleine schaal, leesten gemaakt. Er is een  permanente tentoonstelling over Gropius en zijn band met dit gebouw. Het gebouw kan d.m.v. rondleidingen, waarbij verschillende thema's mogelijk zijn, worden bezichtigd. Daarnaast is er in de kelder van het gebouw een schoenleestenmuseum.

## Fotogalerij

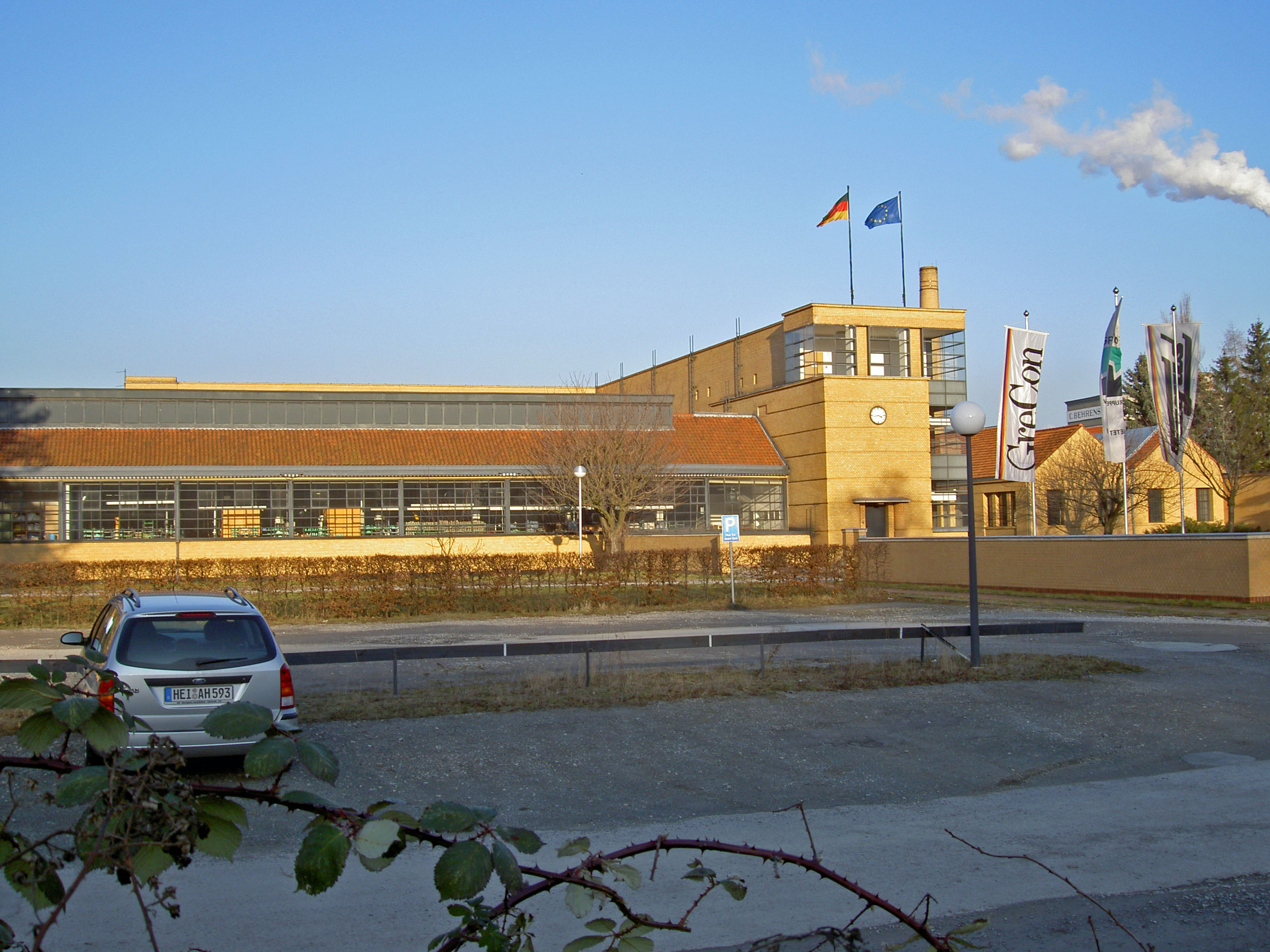
Overzichtsfoto Fagus-fabriek (2005)
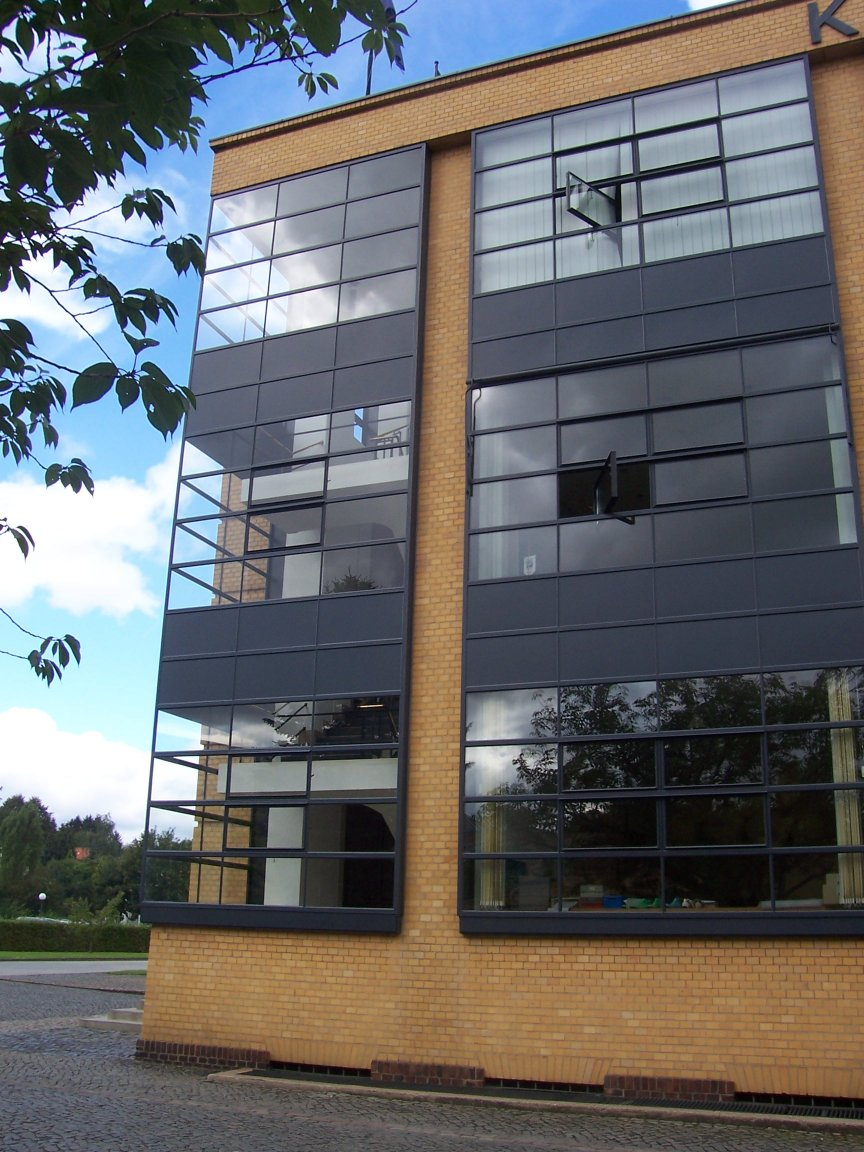
Detail constructie (1)
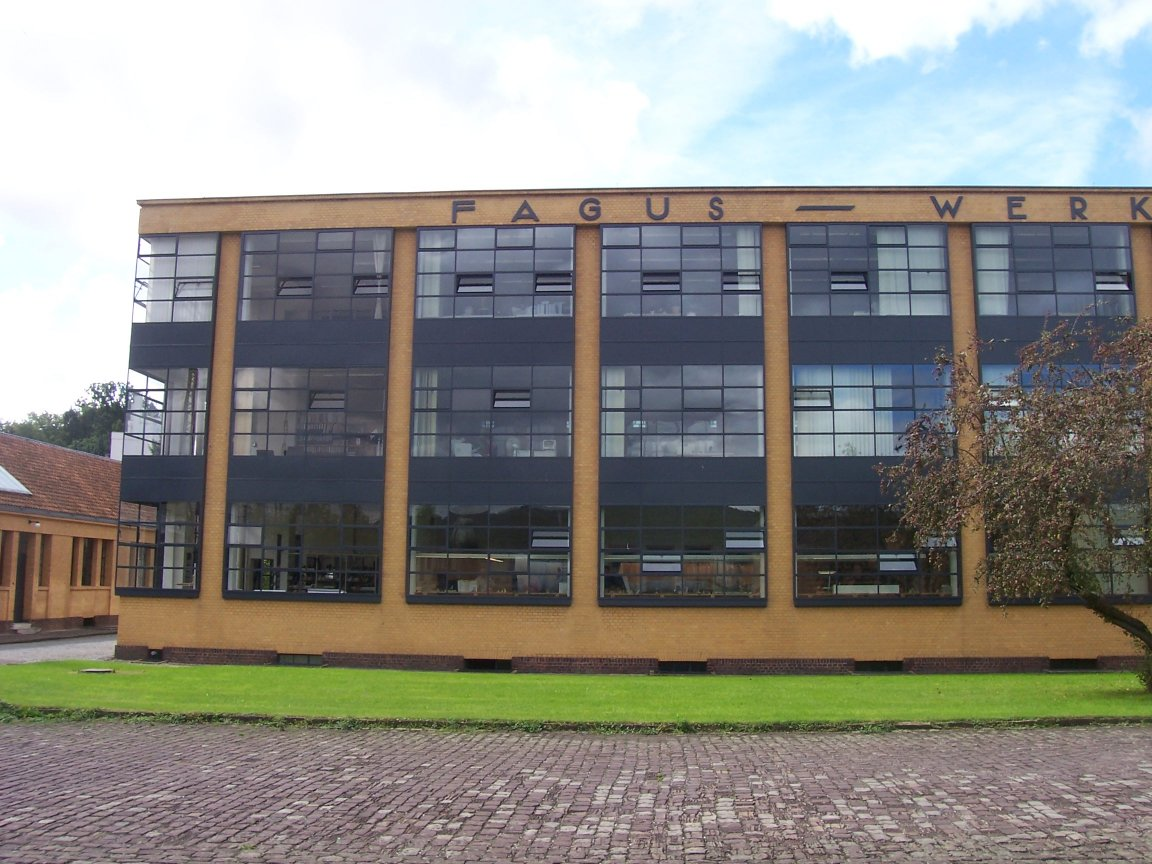
Detail constructie (2)
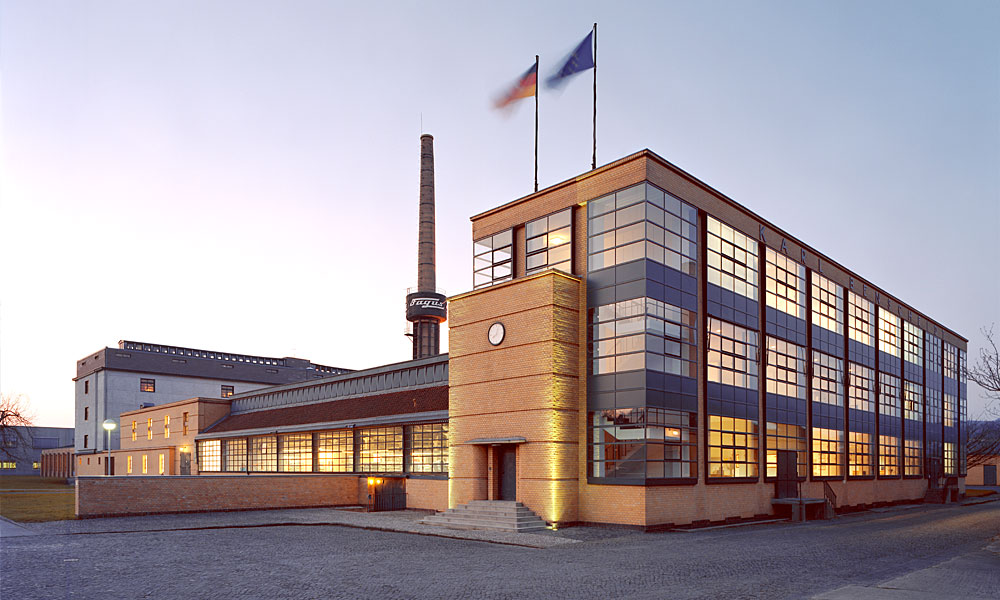
Fagus-fabriek te Alfeld, voorzijde (2007)
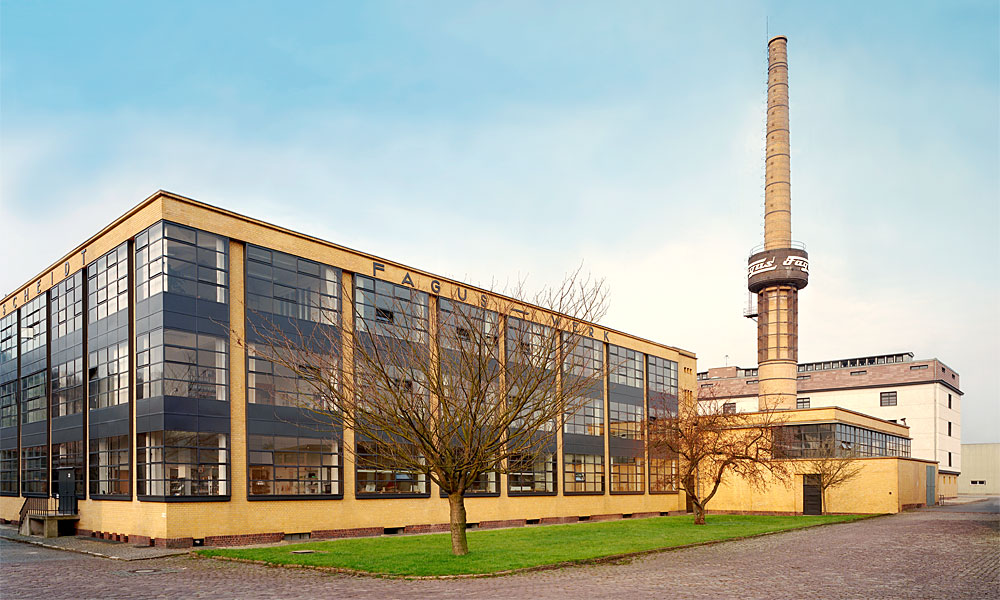
Achterzijde
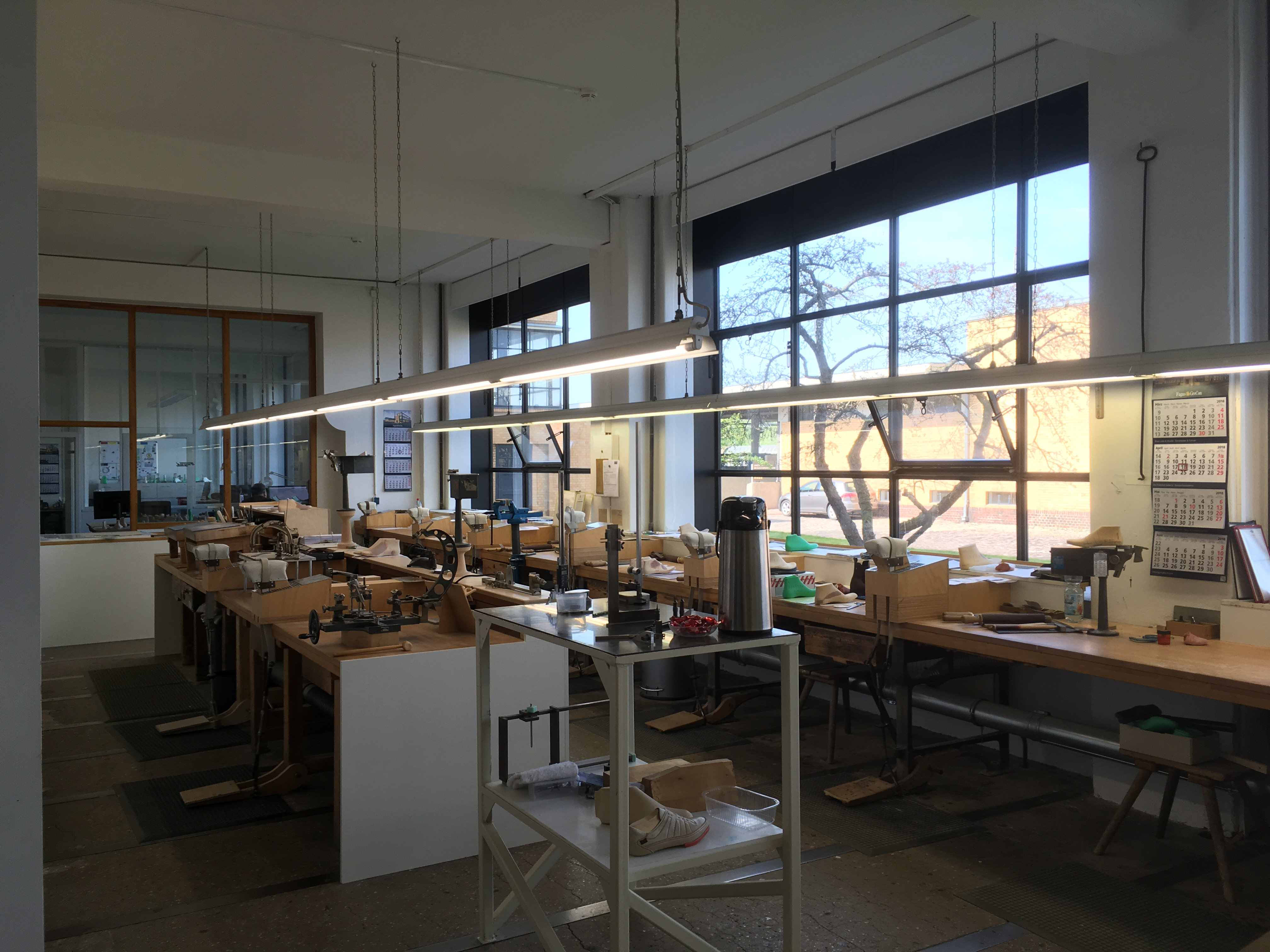
Productie van schoenleesten in het Fagus-Werk, foto uit 2018